# Mönchenholzhausen
Mönchenholzhausen è una frazione (Ortsteil) del comune tedesco di Grammetal.

## Storia
Il 31 dicembre 2019 il comune di Mönchenholzhausen venne fuso con i comuni di Bechstedtstraß, Daasdorf am Berge, Hopfgarten, Isseroda, Niederzimmern, Nohra, Ottstedt am Berge e Troistedt, formando il nuovo comune di Grammetal.

## Amministrazione
Mönchenholzhausen è amministrata da un consiglio di frazione (Ortschaftsrat) e da un sindaco di frazione (Ortschaftsbürgermeister).